# Millery (Rodan)

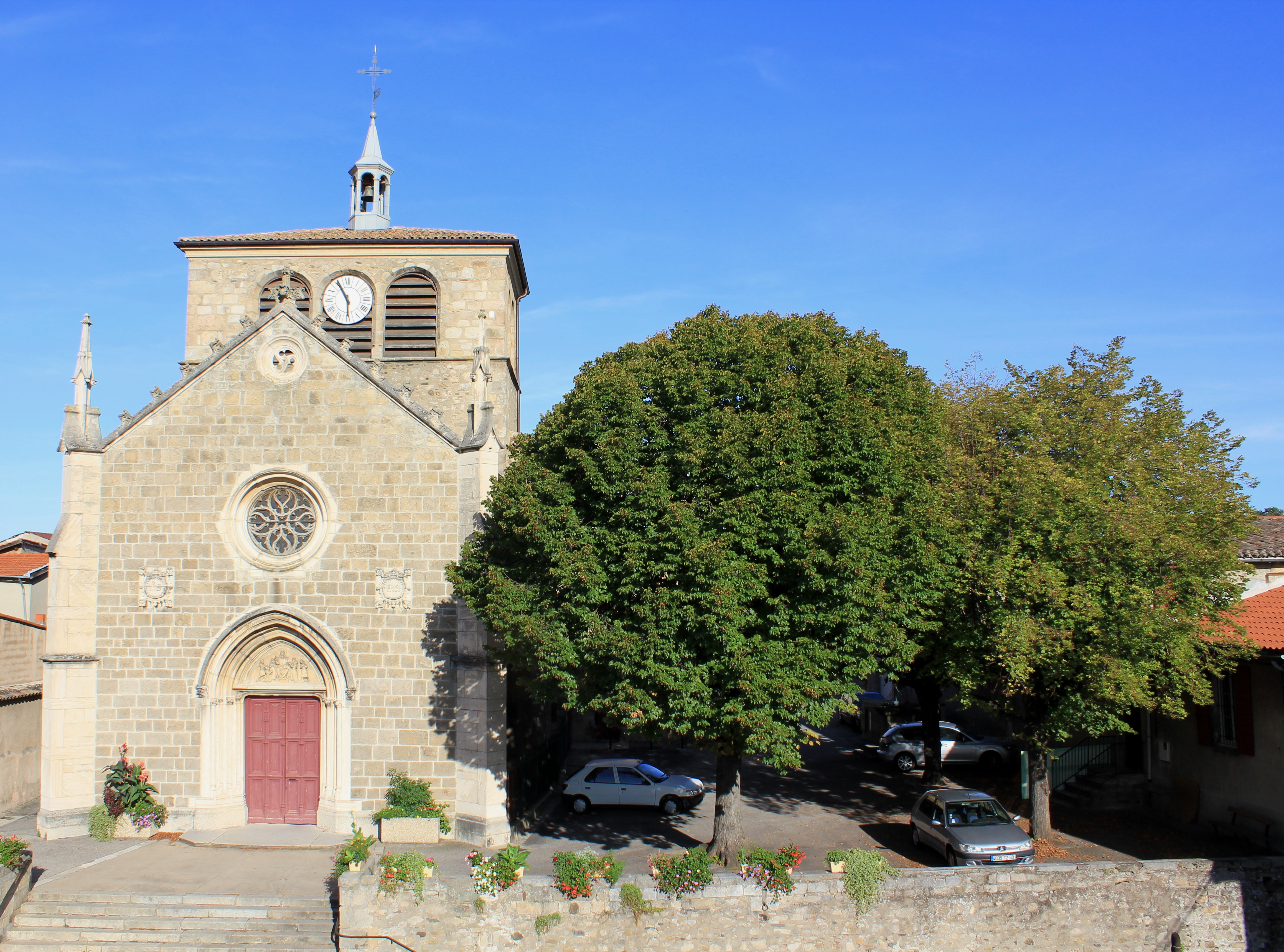
Kościół w Millery, 2011

Millery – miejscowość i gmina we Francji, w regionie Owernia-Rodan-Alpy, w departamencie Rodan.
Według danych na rok 1990 gminę zamieszkiwało 3006 osób, a gęstość zaludnienia wynosiła 326 osób/km² (wśród 2880 gmin regionu Rodan-Alpy Millery plasuje się na 293. miejscu pod względem liczby ludności, natomiast pod względem powierzchni na miejscu 1183.).